# Nudo (matemática)
En matemáticas, y más concretamente en topología, un nudo es una clase de equivalencia de encajes de la circunferencia ( S1= {x ε R2 : |x|=1 } ) en R3 o en la tres esfera S3.

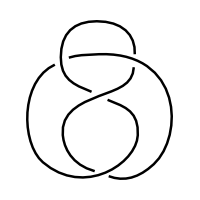
Nudo ocho

## Nudos en R3
Intuitivamente, un nudo es una curva cerrada en {\displaystyle \Re ^{3}} sin autointersecciones.
Más formalmente, se puede definir como una aplicación {\displaystyle f:S^{1}\rightarrow \Re ^{3}} continua e inyectiva, y suele identificarse con la imagen de esta aplicación. Muchas de las aplicaciones de la Teoría de nudos necesitan distinguir los nudos, problema aún no resuelto hoy en día. 

### Equivalencia de nudos

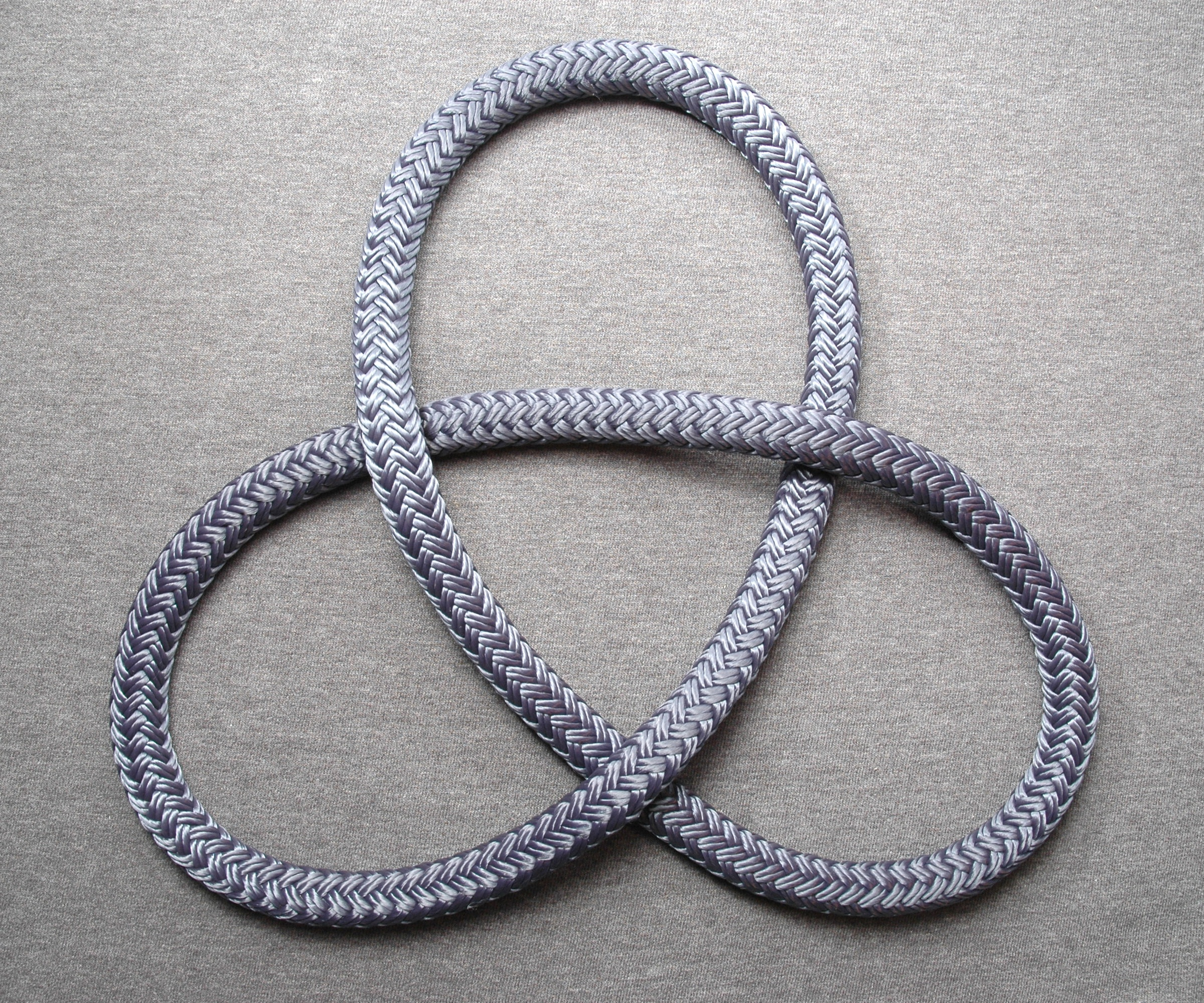
No es posible deformar de forma continua un nudo de trébol en su imagen especular.

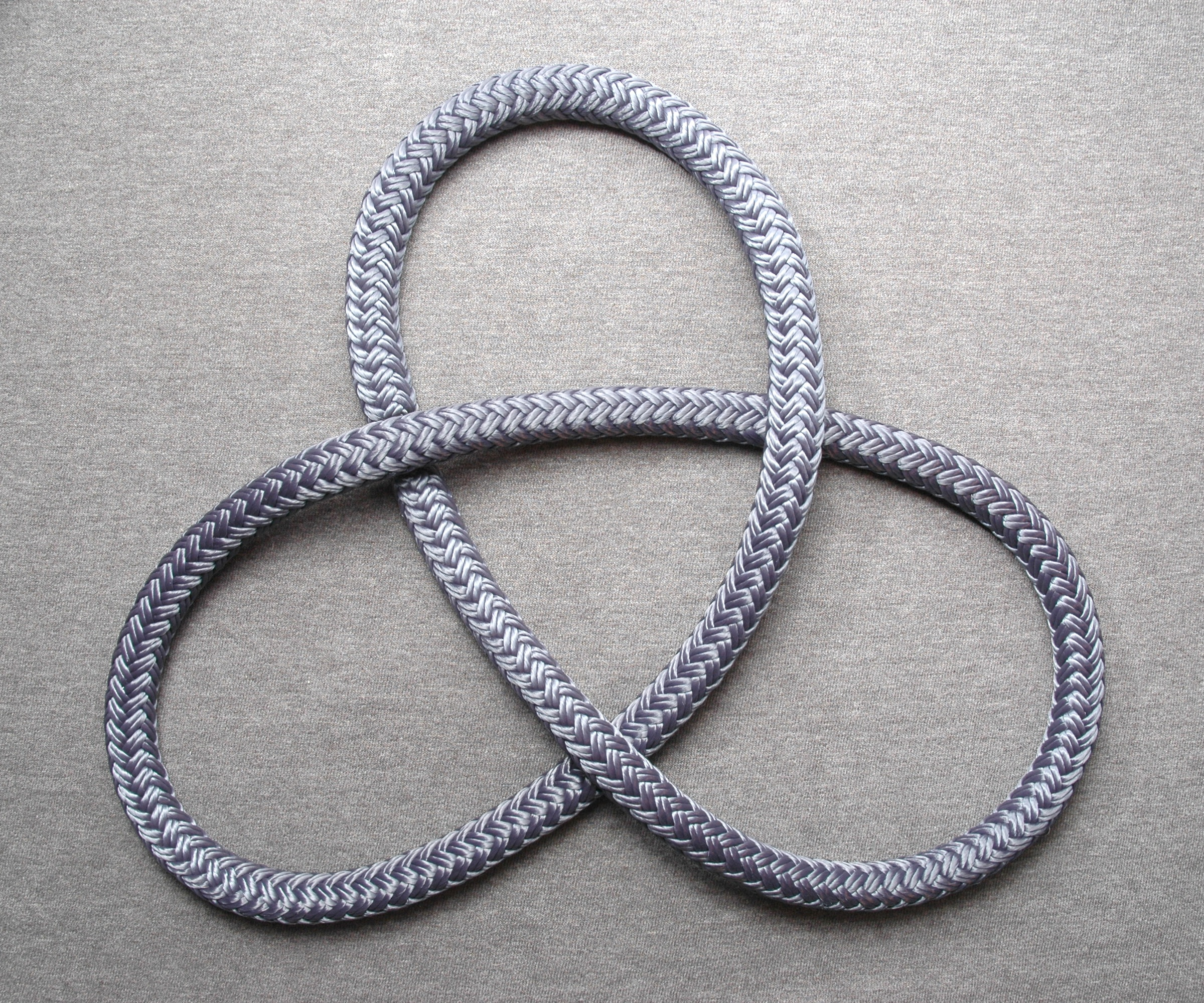
Este nudo no es equivalente al anterior.

Intuitivamente, diremos que dos nudos son equivalentes si podemos deformar uno en el otro de forma continua sin romperlos.
Dos intentos infructuosos de plasmar en una definición esta realidad física son:
- Pensar que este proceso podría realizarse mediante un homeomorfismo entre las imágenes. Pero como toda aplicación continua e inyectiva entre {\displaystyle S^{1}} y su imagen es un homeomorfismo, todo nudo sería homeomorfo a la circunferencia canónica {\displaystyle S^{1}} y, por tanto, a cualquier otro, haciendo imposible con este método la distinción de nudos.
- Pensar en realizarlo mediante un homeomorfismo de R3 que lleve una imagen en la otra. Pero hay nudos como el nudo de trébol y su imagen especular que no pueden ser físicamente convertidos uno en el otro, aunque exista un homeomorfismo del ambiente (la reflexión especular) que lleve uno en otro. La demostración de esta afirmación requiere herramientas no triviales.

Observamos que no basta con tener un homeomorfismo F de R3 que lleve f en f'. Ese sería el último paso de una película de la que necesitamos todos los pasos intermedios. Matemáticamente, esta película se plasma con una isotopía del ambiente F(-,t) que comienza con t=0 como identidad en R3 y termina en t=1 llevando la imagen del primer nudo en el segundo.

#### Definición formal de equivalencia
Dos nudos {\displaystyle f,f':S^{1}\to \Re ^{3}} son equivalentes cuando existe una aplicación continua {\displaystyle F:\Re ^{3}\times [0,1]\to \Re ^{3}} tal que:
i) {\displaystyle F(-,0)=\mathrm {Id} _{\Re ^{3}}}
ii) {\displaystyle F(f(s),1)=f'(s)} para cada {\displaystyle s\in S^{1}}
iii) Cada {\displaystyle F(-,t):\Re ^{3}\to \Re ^{3}}, con {\displaystyle t\in [0,1]}, es un homeomorfismo.
Cuando se cumplen las condiciones anteriores decimos que existe una isotopía del ambiente que lleva f en f'.

## Ejemplos
El nudo más simple es el llamado nudo trivial o a veces no-nudo, es una circunferencia geométrica canónica embebida (mediante la aplicación inclusión) en el espacio euclídeo R3. En un sentido coloquial, el nudo trivial no está anudado en absoluto. Los nudos no triviales más sencillos son el nudo de trébol y el nudo con figura de ocho.

## Nudos poligonales y nudos salvajes
Con la definición anterior, pueden aparecer ejemplos patológicos denominados nudos salvajes. que no se corresponden con nudos que podamos construir en la realidad (como casos con infinitos anudamientos). 
Restringiremos nuestro estudio a una clase de nudos con buen comportamiento: estos son los llamados nudos poligonales. Llamamos nudo poligonal a aquel nudo cuya imagen está formada por un número finito de segmentos de recta. Un nudo equivalente a un nudo poligonal se denominará dócil o manso (en inglés tame). Todos los ejemplos anteriores son de nudos dóciles. 
Definiremos como nudo salvaje a todo aquel que no es dócil. Hasta la fecha no se ha iniciado un estudio sistemático de los nudos salvajes. 
El adjetivo dócil es omitido con frecuencia en teoría de nudos. Así, de no indicarse expresamente, se sobreentiende que se está trabajando con nudos dóciles.
Con frecuencia se trabaja con nudos diferenciables de clase C1 (aquellos que corresponden a embebimientos de clase C1). Se demuestra que todo nudo de clase C1 es dócil.

## Nudos en S3
A menudo los matemáticos prefieren considerar nudos embebidos en la 3-esfera, S3, más que en R3, dada la compacidad de ésta. La 3-esfera es la compactificación por un punto de R3 .